# SWE FLY
SWE FLY  var ett svenskt flygbolag. Företaget flög en Boeing 767-200 (registrering SE-RBV) från Skavsta till Lahore i Pakistan, och från och med den 8 december 2005 var det även tänkt att man skulle trafikera sträckan Skavsta-Bangkok. Planer fanns även på att trafikera Toronto samt Amritsar. SWE FLY flög även anslutningsflyg till Pakistan-linjen från Oslo, Leeds, London-Luton och Köpenhamn. SWE FLY flög också inrikeslinjerna Kalmar-Stockholm/Arlanda samt Ronneby-Stockholm/Arlanda med Fokker 50-maskiner. Under två månader flög man även sträckan Kalmar-Växjö-Köpenhamn. Bolagets styrelse lade dock ned dessa linjer innan sommaren 2005, och senare under året försattes bolaget i konkurs.